# Haemtir
Haemtir (ḫˁỉ-m-tr) ókori egyiptomi vezír és Kús alkirálya volt a XIX. dinasztia idején, Amenmessze és II. Széthi uralkodása alatt.
Alkirályként főleg Buhenből, egy, a Nílus második kataraktájánál található núbiai erődből ismert. Itteni ábrázolásainál nevét mindenhol megrongálták.
Haemtir vezírt egy Dejr el-Medina-i szentély egyik kőtömbjén említik, itt nevével Paréhotep vezír nevét írták felül. A kőtömb ma a chicagói Oriental Institute-ban található (OI 10816).
Nem teljesen bizonyított, hogy a vezír és az alkirály ugyanaz a személy, de valószínű. Aidan Dodson szerint lehetséges, hogy Messzui alkirály Merenptah uralkodása végén lemondott vagy lemondatták, és helyére Haemtir került; mikor Messzui Amenmessze néven elfoglalta a trónt, vezírré nevezte ki Haemtirt. Rolf Krauss szerint azonban nincs bizonyíték arra, hogy Haemtir alkirály, aki szerinte Merenptah alatt töltötte be pozícióját, és az Amenmessze idején említett vezír ugyanaz a személy.

## Fordítás
- Ez a szócikk részben vagy egészben  a   Khaemtir című angol Wikipédia-szócikk ezen változatának fordításán alapul.  Az eredeti cikk szerkesztőit annak laptörténete sorolja fel. Ez a jelzés csupán a megfogalmazás eredetét és a szerzői jogokat jelzi, nem szolgál a cikkben szereplő információk forrásmegjelöléseként.